# Hanna Stanbridge
Pour les articles homonymes, voir Hanna et Stanbridge.
Hanna Stanbridge est une actrice britannique, née à Édimbourg en Écosse.

## Filmographie
- 2010 : Outcast (en) : Petronella
- 2010 : Lip Service (série télévisée) : Hayley (2 épisodes)
- 2011 : The British Academy Scotland New Talent Awards (série télévisée) : elle-même
- 2011 : Falling Out (court métrage) : Carrie
- 2012 : Three-Legged Horses (court métrage) : The Kiss
- 2013 : Sarah's Room : Sarah
- 2013 : Christmas Hear Kids : Laura
- 2014 : Let Us Prey : Jennifer Mundie
- 2015-2016 : River City (série télévisée) : Angel Delaney (24 épisodes)
- 2017 : Unconditional (court métrage) : Carer